# Even Heaven Cries
Even Heaven Cries (Englisch für „Sogar der Himmel weint“) ist eine von Robbie Nevil, Lauren Evans, Philip Denker, Jonas Jeberg und Jens Lumholt geschriebene Popballade für das Debütalbum Temptation der Girlband Monrose. Sie wurde von Jeberg produziert und am 2. März 2007 als zweite Singleauskopplung veröffentlicht. Die Gruppe nahm mit diesem Lied an der deutschen Vorentscheidung für den Eurovision Song Contest 2007 teil und belegte dort den zweiten Platz hinter Roger Cicero (Frauen regier’n die Welt).

## Veröffentlichung
Even Heaven Cries wurde am 16. November 2006 in der vorletzten Folge der fünften Staffel des Castingformats Popstars von den späteren Finalistinnen Mandy Capristo, Katarzyna Zinkiewicz und Romina Reinhardt live uraufgeführt. In der letzten Folge der Sendung wurde das Lied zwei weitere Male gesungen, jedoch ohne zu dem Zeitpunkt als Monroses zweite Single angekündigt worden zu sein.
Das Lied wurde nach Veröffentlichung des Albums zu einem der zwanzig am häufigsten heruntergeladenen Stücke des deutschen Musikdownload-Portals Musicload, und die Website der Band rief eine Online-Umfrage ins Leben, welcher Song als zweite Single ausgekoppelt werden solle. Im Januar 2007 beanspruchte Even Heaven Cries 47 Prozent der Stimmen, woraufhin es als Monroses zweite Single offiziell angekündigt wurde. Die Band sang das Lied erneut ein, um ein besseres Ergebnis zu erhalten, als das der unter Zeitdruck zusammengemischten Albumversion. Am 16. Februar 2007 führte die Gruppe die endgültige Version im Rahmen der ProSieben Fight Night zum ersten Mal auf.
Die CD-Single wurde am 2. März 2007 in Deutschland, Österreich und der Schweiz veröffentlicht. Auf ihr waren zwei weitere Lieder zu finden: Diamonds & Pearls, das in der vorletzten Folge der Popstars-Staffel von Arjeta Zuta aufgeführt worden war, und Butt Butt als Bonustrack des Albums.

## Musikvideo
Das Musikvideo für Even Heaven Cries wurde im Februar 2007 in Berlin-Spandau unter der Regie von Katja Kuhl und Moritz Krebs gedreht und hatte am 22. Februar auf der Internetseite der Band Premiere. Am 23. Februar wurde es zum ersten Mal im Fernsehen bei VIVA ausgestrahlt. Das Video zeigt Monrose in einem blumenbestückten Garten, Kizil sitzt auf einer Schaukel, während Guemmour vor einem Kirschbaum steht und Capristo auf einer Bank sitzt. Szenen zweier schikanierter Frauen und eines Vaters, dessen Sohn seine Wohnung mit gelber Farbe verdreckt, werden hereingeschnitten. Sie scheinen zu verzweifeln, doch dann stellt sich der Garten, in dem Monrose sich befinden, als Glaskugel heraus, welche den dreien neuen Mut gibt. Das Musikvideo spielt mit zwei stark kontrastreichen Welten: Auf der einen Seite die Glaskugel, die ein buntes, feenartiges Traumland zeigt, jedoch auf der anderen Seite die farblose, triste, bedrückende Welt, in der Ungerechtigkeit und Kummer den Alltag bestimmen.

## Chartplatzierungen
| Nation      | Position | Wochen |
| ----------- | -------- | ------ |
| Deutschland | 6        | 12     |
| Österreich  | 17       | 15     |
| Schweiz     | 19       | 7      |